# Asygyna huberi
Asygyna huberi is een spinnensoort in de taxonomische indeling van de kogelspinnen (Theridiidae).
Het dier behoort tot het geslacht Asygyna. De wetenschappelijke naam van de soort werd voor het eerst geldig gepubliceerd in 2006 door Agnarsson.